# Архиепархия Пьюры
 Архиепархия Пьюры  (лат. Archidioecesis Piurensis) — архиепархия Римско-Католической церкви с центром в городе Пьюра, Перу. В митрополию Пьюры входят епархии Чачапояса, Чиклайо, Чулуканаса, территориальная прелатура Чота. Кафедральным собором архиепархии Пьюры является церковь святого Михаила Архангела.

## История
29 февраля 1940 года Римский папа Пий XII издал буллу «Ad Christianae Plebis», которой учредил епархию Пьюры, выделив её из архиепархии Трухильо. В этот же день епархия Пьюры вошла в митрополию Лимы.
23 мая 1943 года епархия Пьюры вошла митрополию Трухильо. 11 апреля 1948 года в Пьюре была основана епархиальная семинария.
4 марта 1964 года епархия Пьюры передала часть своей территории в пользу новой территориальной прелатуре Чучуканаса (сегодня — Епархия Чучуканаса).
30 июня 1966 года Римский папа Павел VI издал буллу «Sicut Pater Familiae», которой возвёл епархию Пьюры в ранг архиепархии.

## Ординарии архиепархии
- епископ Fortunato Chirichigno Pontolido (27.01.1941 — 2.01.1953)
- епископ Federico Pérez Silva (1953 — 15.06.1957) — назначен архиепископом Трухильо
- епископ Carlos Alberto Arce Masías (6.02.1959 — 6.01.1963)
- архиепископ Erasmo Hinojosa Hurtado (6.01.1963 — 6.08.1977)
- архиепископ Fernando Vargas Ruiz de Somocurcio (18.01.1978 — 26.09.1980) — назначен архиепископом Арекипы
- архиепископ Óscar Rolando Cantuarias Pastor (9.09.1981 — 11.07.2006)
- архиепископ José Antonio Eguren Anselmi (11.07.2006 — по настоящее время)

## Источник
- Annuario Pontificio, Ватикан, 2005